# RREB1
RREB1‏ (Ras responsive element binding protein 1) هوَ بروتين يُشَفر بواسطة جين RREB1 في الإنسان.